# Kristen Wiig
Kristen Carroll Wiig (Canandaigua, 22 agosto 1973) è un'attrice e comica statunitense.

## Biografia
Nata a Canandaigua, nello stato di New York, figlia di Jon J. Wiig e Laurie J. Johnston. Ha un fratello più grande di nome Erik. Il padre ha origini norvegesi e irlandesi, mentre la madre è di origine inglese e scozzese. Il cognome Wiig proviene dalla zona di Sogn og Fjordane in Norvegia. All'età di tre anni si è trasferita con la famiglia a Lancaster, Pennsylvania e successivamente a Rochester, New York, dove ha frequentato e si è diplomata alla Brighton High School. I suoi genitori divorziarono quando aveva 9 anni. Ha continuato gli studi presso l'Università dell'Arizona con una specializzazione in arte. All'università ha frequentato un corso di recitazione, ma ha abbandonato gli studi per trasferirsi a Los Angeles, dove si è unita alla compagnia d'improvvisazione The Groundlings.

### Carriera
Nel 2003 muove i primi passi in televisione, partecipando al The Joe Schmo Show, una parodia dei reality show, in cui ha interpretato il personaggio di Dr. Pat, una consulente matrimoniale sopra le righe. Successivamente, la Wiig ha debuttato al Saturday Night Live nel novembre del 2005 nel corso della 31ª stagione, per poi diventare un membro effettivo del cast dalla 32ª stagione. Al Saturday Night Live ha dato vita a una serie di personaggi comici, tra cui la nevrotica Penelope, la maliziosa studentessa Gilly, Sue che ama le sorprese, Dooneese, Karen dei The Californian e molti altri. Si è inoltre cimentata nelle imitazioni di vari personaggi, tra cui Björk, Drew Barrymore, Nancy Pelosi, Michele Bachmann, Jamie Lee Curtis, Kim Cattrall, Kathie Lee Gifford, Lana Del Rey, Madonna, Paula Deen, Taylor Swift, e Suze Orman. Per il suo lavoro al Saturday Night Live ha ottenuto quattro candidature agli Emmy Awards come miglior attrice non protagonista in una serie comica (2009, 2010, 2011, 2012) e due candidature come miglior attrice guest. 
Dopo una serie di ruoli minori e comparse, inizia a lavorare per il cinema partecipando a commedie come Mi sono perso il Natale e Molto incinta. Successivamente prende parte ad altre commedie, come Walk Hard - La storia di Dewey Cox e Non mi scaricare. Nel 2009 recita in Adventureland di Greg Mottola e in Whip It, debutto alla regia di Drew Barrymore. Nello stesso anno presta la voce alla mamma castoro in L'era glaciale 3 - L'alba dei dinosauri. Nel 2010 ricopre il ruolo di doppiatrice ancora una volta per il film Dragon Trainer, in cui presta la voce alla giovane vichinga Testa Bruta. Riprenderà il ruolo nei successivi sequel, il secondo nel 2014 ed il terzo nel 2018. Nel 2011 è protagonista del film Le amiche della sposa, scritto assieme a Annie Mumolo per la Universal Pictures. La commedia, uscita nelle sale statunitensi nel maggio 2011, diventa campione d'incassi, guadagnando nel mondo oltre 280 milioni di dollari. Per la sua interpretazione ha ottenuto una canditura al Golden Globe 2012, mentre per il suo lavoro di sceneggiatrice è stata candidata all'Oscar alla migliore sceneggiatura originale. Nel 2012 è Imogene in Imogene - Le disavventure di una newyorkese, diretto da Shari Springer Berman e Robert Pulcini.
Nel 2015 interpreta la parte della responsabile dell'ufficio stampa della NASA nel film Sopravvissuto - The Martian di Ridley Scott. Sempre nello stesso anno il regista statunitense Paul Feig, con cui ha lavorato precedentemente in Le amiche della sposa, la sceglie nuovamente come protagonista per il suo reboot di Ghostbusters, in uscita nel 2016. Nel febbraio 2016 è co-protagonista al fianco di Ben Stiller, Owen Wilson e Penélope Cruz nell'action-comedy Zoolander 2. Nel 2017 compare, nel ruolo di Pamela Brinton, un'altra sopravvissuta all'epidemia, nella serie The Last Man on Earth, oltre a recitare in Downsizing - Vivere alla grande di Alexander Payne. Nel 2018 ottiene il ruolo di Cheetah nel film Wonder Woman 1984, diretto da Patty Jenkins, uscito nelle sale nel 2020.

## Vita privata
La Wiig è stata sposata dal 2005 al 2009 con l'attore Hayes Hargrove, per poi fidanzarsi con Fabrizio Moretti, batterista degli Strokes, dal 2011 al 2013.
All'inizio del 2019, dopo tre anni di frequentazione, si è fidanzata con l'attore Avi Rothman, da cui ha avuto due figli gemelli, Shiloh e Luna, nati nel gennaio 2020 tramite maternità surrogata. La coppia si è sposata nel febbraio 2021.

## Filmografia

### Attrice

#### Cinema
- Melvin Goes to Dinner, regia di Bob Odenkirk (2003)
- Life, Death and Mini-Golf, regia di Randy Kent (2004)
- The Enigma with a Stigma, regia di Rhett Smith (2006)
- Mi sono perso il Natale (Unaccompanied Minors), regia di Paul Feig (2006)
- Ti presento Bill (Bill), regia di Bernie Goldmann e Melisa Wallack (2007)
- I fratelli Solomon (The Brothers Solomon), regia di Bob Odenkirk (2007)
- Molto incinta (Knocked Up), regia di Judd Apatow (2007)
- Walk Hard - La storia di Dewey Cox (Walk Hard: The Dewey Cox Story), regia di Jake Kasdan (2007)
- Pretty Bird, regia di Paul Schneider (2008)
- Semi-Pro, regia di Kent Alterman (2008)
- Non mi scaricare (Forgetting Sarah Marshall), regia di Nicholas Stoller (2008)
- Ghost Town, regia di David Koepp (2008)
- Adventureland, regia di Greg Mottola (2009)
- Whip It, regia di Drew Barrymore (2009)
- Extract, regia di Mike Judge (2009)
- MacGruber, regia di Jorma Taccone (2010)
- Notte folle a Manhattan (Date Night), regia di Shawn Levy (2010)
- Love & Secrets (All Good Things), regia di Andrew Jarecki (2010)
- Paul, regia di Greg Mottola (2011)
- Le amiche della sposa (Bridesmaids), regia di Paul Feig (2011)
- Friends with Kids, regia di Jennifer Westfeldt (2011)
- Imogene - Le disavventure di una newyorkese (Girl Most Likely), regia di Shari Springer Berman e Robert Pulcini (2012)
- Anchorman 2 - Fotti la notizia (Anchorman 2: The Legend Continues), regia di Adam McKay (2013)
- I sogni segreti di Walter Mitty (The Secret Life of Walter Mitty), regia di Ben Stiller (2013)
- Uniti per sempre (The Skeleton Twins), regia di Craig Johnson (2014)
- Welcome to Me, regia di Shira Piven (2014)
- Diario di una teenager (The Diary of a Teenage Girl), regia di Marielle Heller (2015)
- Nasty Baby, regia di Sebastián Silva (2015)
- Sopravvissuto - The Martian (The Martian), regia di Ridley Scott (2015)
- Bastardi insensibili (The Heyday of the Insensitive Bastards), registi vari (2015)
- Zoolander 2, regia di Ben Stiller (2016)
- Ghostbusters, regia di Paul Feig (2016)
- Masterminds - I geni della truffa (Masterminds), regia di Jared Hess (2016)
- Madre! (Mother!), regia di Darren Aronofsky (2017)
- Downsizing - Vivere alla grande (Downsizing), regia di Alexander Payne (2017)
- Che fine ha fatto Bernadette? (Where'd You Go, Bernadette), regia di Richard Linklater (2019)
- Wonder Woman 1984, regia di Patty Jenkins (2020)
- Un bambino chiamato Natale (A Boy Called Christmas), regia di Gil Kenan (2021)
- Barb e Star vanno a Vista Del Mar (Barb & Star Go to Vista Del Mar), regia di Josh Greenbaum (2021)

#### Televisione
- The Joe Schmo Show – show TV, 9 episodi (2003)
- Saturday Night Live – show TV (2005-2012)-(2014)
- 30 Rock – serie TV, 1 episodio (2007)
- Saturday Night Live Weekend Update Thursday – show TV, 6 episodi (2008-2009)
- Flight of the Conchords – serie TV, 1 episodio (2009)
- Bored to Death - Investigatore per noia (Bored to Death) – serie TV, 3 episodi (2009-2010)
- The Spoils of Babylon – miniserie TV, 6 episodi (2014)
- Wet Hot American Summer: First Day of Camp – miniserie TV, 3 episodi (2015)
- The Last Man on Earth - serie TV, 5 episodi (2017)
- Palm Royale - serie TV, 10 episodi (2024)

### Doppiatrice
- L'era glaciale 3 - L'alba dei dinosauri (2009)
- Cattivissimo me (2010)
- Dragon Trainer (2010)
- Cattivissimo me 2 (2013)
- I Simpson - serie animata, 2 episodi (2010-2013)
- Lei, regia di Spike Jonze (2013)
- Dragon Trainer 2 (2014)
- Sausage Party - Vita segreta di una salsiccia (2016)
- Cattivissimo me 3 (2017)
- Dragon Trainer - Il mondo nascosto (2019)
- Bless the Harts – serie animata, 34 episodi (2019-2020)
- Cattivissimo me 4 (2024)

### Sceneggiatrice
- Le amiche della sposa (Bridesmaids), regia di Paul Feig (2011)
- Barb & Star Go to Vista Del Mar, regia di Josh Greenbaum (2021)

### Produttrice
- Barb & Star Go to Vista Del Mar, regia di Josh Greenbaum (2021)

## Riconoscimenti
- Premi Oscar 2012 – Candidatura all'Oscar alla migliore sceneggiatura originale per Le amiche della sposa
- Golden Globe 2012 – Candidatura come migliore attrice in un film commedia o musicale per Le amiche della sposa
- MTV Movie Awards 2015[6][7] – Candidatura per il miglior momento musicale con Bill Hader per Uniti per sempre
- Gotham Independent Film Awards 2015[8] – Candidatura come miglior attrice per Welcome to Me

## Personaggi famosi imitati
- Ann Romney
- Björk
- Diane Sawyer
- Dina Lohan
- Felicity Huffman
- Jeanne Tripplehorn
- Jenna Fischer
- Jennifer Tilly
- Lana Del Rey
- Liza Minnelli
- Madonna
- Martha Stewart
- Mary-Louise Parker
- Melissa Leo
- Sarah Palin
- Taylor Swift

## Doppiatrici italiane
Nelle versioni in italiano delle opere in cui ha recitato, Kristen Wiig è stata doppiata da: 
- Francesca Fiorentini in Pretty Bird - La vera storia del Jet Pack, Ghost Town, Barb e Star vanno a Vista Del Mar, Un bambino chiamato Natale, Palm Royale
- Daniela Calò in Love & Secrets, Welcome to Me, Zoolander 2, Downsizing - Vivere alla grande
- Giuppy Izzo in 30 Rock, Anchorman 2 - Fotti la notizia, I sogni segreti di Walter Mitty
- Selvaggia Quattrini in Whip It, Ghostbusters, Wonder Woman 1984
- Emanuela D'Amico in Uniti per sempre, Wet Hot American Summer: First Day of Camp, Wet Hot American Summer: Ten Years Later
- Tiziana Avarista in I fratelli Solomon, Paul
- Laura Lenghi in Bored to Death - Investigatore per noia, Imogene - Le disavventure di una newyorkese
- Laura Romano in Friends with Kids, Sopravvissuto - The Martian
- Barbara De Bortoli in Madre!, Che fine ha fatto Bernadette?
- Germana Savo in Mi sono perso il Natale
- Francesca Guadagno in Molto incinta
- Rossella Acerbo in Walk Hard - La storia di Dewey Cox
- Letizia Scifoni in Non mi scaricare
- Paola Valentini in Adventurland
- Federica De Bortoli in MacGruber
- Monica Migliori in Notte folle a Manhattan
- Franca D'Amato in Le amiche della sposa
- Monica Ward in Diario di una teenager
- Claudia Razzi in Masterminds - I geni della truffa
- Ilaria Stagni in The Last Man on Earth

Da doppiatrice è sostituita da:
- Letizia Ciampa in Dragon Trainer, Dragon Trainer 2, Dragon Trainer - Il mondo nascosto
- Arisa in Cattivissimo me 2, Cattivissimo me 3
- Angela Brusa in Cattivissimo me
- Francesca Guadagno in I Simpson (ep. 22x11)
- Laura Romano in I Simpson (ep. 25x01)
- Deborah Ciccorelli in The Looney Tunes Show
- Benedetta Degli Innocenti in Lei
- Rossella Acerbo in Sausage Party - Vita segreta di una salsiccia
- Selvaggia Quattrini in Bless the Harts
- Alessandra Berardi in Big Mouth
- Carolina Benvenga in Cattivissimo me 4
- Marta De Lorenzis in Ugly Americans